# Pierre Lecomte
Pour les articles homonymes, voir Lecomte.
Pierre Lecomte est un homme politique français né le 29 septembre 1745 à Bouffay (Eure) et mort le 8 février 1831 à Rouen (Seine-Maritime).

## Biographie
Employé au tribunal de commerce de Rouen, il est substitut du procureur de la commune en 1791, il est élu suppléant à la Convention pour la Seine-Inférieure et est appelé à siéger le 25 juillet 1793.

## Sources
- « Pierre Lecomte », dans Adolphe Robert et Gaston Cougny, Dictionnaire des parlementaires français, Edgar Bourloton, 1889-1891 [détail de l’édition]